# General Anaya (métro de Mexico)
General Anaya est une station de la Ligne 2 du métro de Mexico, située au sud de Mexico, dans la délégation Coyoacán.

## La station
La station est ouverte en 1970.
L'icône de la station représente la silhouette du général Pedro Maria Anaya, qui en 1847 a livré la bataille de Churubusco dans l'ancien couvent situé à 2 pâtés de maisons de la station. Actuellement, ce couvent abrite le musée national des interventions.